# Hunahpu
(Popol Vuh)
Hunahpu (pronunciato Hunacpù, IPA /xunax'pu/, anche scritto Xhunahpú, Junajpu o Xjunajpu) è uno dei due Eroi Gemelli Maya, insieme a Ixbalanqué.

## Mito
Stando al Popol Vuh, il libro sacro dei Maya-Quiché, Hunahpú fu concepito insieme al gemello Ixbalanqué quando il teschio di Hun-Hunahpú sputò sulla mano di Ixquic, la loro madre.
Hunahpù, dopo aver trasformato i fratelli in scimmie, aver ingannato Vucub-Caquix e ucciso i suoi demoniaci figli Zipacná e Cabracan, venne convocato con il fratello a Xibalbá.
Lì dovette affrontare molte prove; riuscì a superarle tutte eccetto l'ultima, durante la quale un pipistrello gli staccò la testa. I Signori di Xibalba decisero quindi di usarla come palla per Ulama.
Ixbalanqué, l'astuto fratello di Hunahpú, sostituì la testa del fratello con una zucca a forma di teschio, in un momento di distrazione degli abitanti di Xibalbá 
Hunahpú riprese così la sua testa e se la sistemò, ma fu arso vivo stavolta insieme a Ixbalanqué.
I gemelli, tuttavia, riuscirono a tornare in vita e in seguito a varie mutazioni recuperarono le loro sembianze originali.
A questo punto, i due finsero di essere orfani girovaghi capaci di grandi prodigi; a dimostrazione delle loro capacità straordinarie, Hunahpú venne resuscitato, dopo essere stato ucciso, smembrato, decapitato e privato del cuore.
Gli Xibalbani, ipnotizzati da questo numero, chiesero di essere sacrificati, e Hunahpu e Ixbalanque uccisero Hun Camé e Uucub Camé, i re più importanti, e li sacrificarono. Dovevano farli tornare in vita, ma non lo fecero. Così gli altri signori scapparono. Hunahpú e Ixbalanqué volevano uccidere il resto dei Signori di Xibalba, ma, infine, li risparmiarono riconoscendo il pentimento nei loro occhi.
In seguito recuperarono il corpo del padre, che era stato assassinato, e tentarono di resuscitarlo, ma la sua bocca non parlava, gli occhi non vedevano e gli arti non si muovevano.
Quindi i due dovettero dire addio al padre con queste parole.
(Popol Vuh, capitolo 19)
Dopo queste avventure e disavventure, Hunahpù si trasformò nel Sole, mentre il fratello divenne la Luna.

## Iconografia
Hunahpú è rappresentato con delle macchie scure sul corpo, forse macchie solari o segni della morte e resurrezione. In alcune rappresentazioni ha un sombrero in testa e una cerbottana a portata di mano. Molte volte è rappresentato mentre spara contro un uccello demoniaco che generalmente viene identificato con Itzamná (anche se, da come suggerisce il Popol Vuh, può darsi che non sia così).
Quasi sempre viene raffigurato insieme a suo fratello Ixbalanqué.
A volte è rappresentato mentre porta doni ai signori di Xibalbá insieme al fratello oppure mentre compie riti o sta in posa.
Nei murali di San Bartolo viene raffigurato tante volte come un uomo piuttosto con macchie nere contornate di rosso e con copricapi di piume nell'atto di offrire il proprio sangue.
Il simbolo “Ahau”, talvolta letto “Ahpú”, è sia il simbolo del calendario a lui associato che (occasionalmente) il simbolo del suo nome.

## Morte, sacrificio e resurrezione presso i maya
I maya erano un popolo sanguinario, come molti popoli vicini, e celebravano riti sanguinari in cui mutilavano e assassinavano la gente, forse per motivi psicologici, nutrizionali (la loro dieta era povera di carne), o politico-sociali (mantenere bassa la popolazione).
Il dramma di Hunahpu e Ixbalanque poteva far perdere la paura della morte alla gente: Hunahpu muore e risuscita continuamente, facendo credere alla gente che si potesse resuscitare dopo la morte.
Per questo i maya andarono incontro al sacrificio.
Inoltre il Popol Vuh dice che i morti non sentivano e non parlavano, ma non si dice che non pensassero sognassero o altro, quindi la gente credeva che forse avrebbe continuato a sognare e a pensare, per cui i morti venivano sepolti con cura in luoghi stupendi e meravigliosi, in cui l'anima si sarebbe rallegrata.

## Hunahpu nella cultura di massa
Esiste una birra chiamata "Hunahpu Imperial Stout" e una giornata a lei dedicata, il "Hunahpu Day". 
Esiste un fumetto, Popol Wuj, los Gemelos cosmicos che vede Hunahpú come protagonista, dove viene chiamato Junajpu' e dove sono presenti anche Ixbalanqué, Ixpiyakok e Ixmucané, chiamati rispettivamente Ishbalanke, Shpiakok e Shmucané. Nell'universo di questo fumetto è stato aggiunto un nuovo personaggio, non presente nel Popol Vuh di Ximenez ma nei racconti popolari maya  chiamata Itzen, che è un'amica di Junajpu/Hunahpú.